# Raúl Baca Carbo
Raúl Oswaldo Baca Carbo (Quito, 29 de junio de 1931-Quito, 7 de mayo de 2014)  fue un ingeniero civil y político ecuatoriano, considerado líder histórico de la Izquierda Democrática y una de las figuras más influyentes de la política ecuatoriana de finales del siglo XX. Fue presidente del Congreso Nacional en tres ocasiones distintas, además de haber sido presidente del Parlamento Andino y del Parlamento Latinoamericano.

## Biografía

### Juventud e inicios políticos
Nació el 29 de junio de 1931 en Quito, provincia de Pichincha. Posteriormente pasó a vivir a Guayaquil, donde asistió al Colegio Nacional Vicente Rocafuerte. Realizó sus estudios superiores en la Universidad de Guayaquil, obteniendo el título de ingeniero civil.
Fue nombrado prefecto provincial del Guayas por la Junta Militar en reemplazo de Roberto Béjar Suéscum en 1975, desempeñando el cargo hasta 1977. En ese año fue nombrado alcalde de Guayaquil, cargo que ocupó hasta el año siguiente. Durante ambas administraciones llevó a cabo un plan de gobierno esencialmente tecnocrático.

### En la Izquierda Democrática
En 1977, durante la reunión en que se constituyó a la Izquierda Democrática como partido político, se acordó presentar a Baca como binomio del candidato presidencial Rodrigo Borja Cevallos, esperando que los cargos que había desempeñado Baca en la Costa ayudaran a contar con un bastión electoral en Guayaquil. En las elecciones presidenciales de 1978 obtuvieron el cuarto lugar, con el 12% de los votos válidos.
En las elecciones legislativas del año siguiente obtuvo un escaño como diputado nacional por la Izquierda Democrática. Durante este periodo ocupó varios cargos notorios, como presidente de la Cámara Nacional de Representantes (el nombre del Congreso Nacional en ese entonces) en dos ocasiones: de 1980 a 1981 y de 1981 a 1982; miembro del Parlamento Latinoamericano de 1981 a 1984, llegando a ser su presidente en 1981; y presidente del Parlamento Andino (de 1982 a 1983). También se desempeñó como el director nacional de la Izquierda Democrática de 1980 a 1982.
En las elecciones legislativas de 1984 fue elegido diputado por la provincia de Pichincha y posteriormente fue nuevamente nombrado presidente del Congreso (para el periodo 1984-1985). Mientras ocupó este puesto fue el encargado de posecionar como presidente de la república al socialcristiano León Febres-Cordero Ribadeneyra, el 10 de agosto de 1984.
Menos de dos meses después de este hecho, el 2 de octubre de 1984, fue parte de una fuerte disputa con el presidente Febres-Cordero, cuando la mayoría de centro-izquierda del Congreso cesó a la Corte Suprema de Justicia de 1979 y nombró a una nueva Corte. Febres-Cordero no acató la decisión del Congreso y envió tanques de guerra para que impidieran el paso de los nuevos jueces al edificio de la Corte de Justicia. Baca y Febres-Cordero finalmente se reunieron y acordaron en conjunto la designación de una nueva Corte, poniendo fin al conflicto.
En la antesala a las elecciones presidenciales de 1988, Baca se presentó como precandidato presidencial de la Izquierda Democrática, pero perdió en elecciones primarias contra Rodrigo Borja Cevallos (Borja obtuvo el 80% y Baca el 12%). Esto produjo que varios simpatizantes de Baca se separaran del partido y pasaran a apoyar al principal contrincante de Borja en las elecciones, Abdalá Bucaram, llegando uno de ellos incluso a aceptar ser el compañero de fórmula de Bucaram.
Bajo la presidencia de Rodrigo Borja Cevallos, en 1988, fue nombrado Ministro de Bienestar Social. A finales de su tiempo en el cargo, comenzó a llevar un perfil bajo para no ser identificado con el gobierno, que había bajado notablemente su popularidad. En 1991 renunció al cargo para presentarse como candidato en las elecciones presidenciales de 1992. Sin embargo, llegó en cuarto lugar, obteniendo el 8.45% de votos válidos.
Fue elegido diputado por Pichincha en las elecciones legislativas de 1994 y único diputado nacional de la Izquierda Democrática en las elecciones legislativas de 1996.

### Salida de la Izquierda Democrática
En 1997 dejó su puesto de diputado y se desafilió de la Izquierda Democrática junto con otros antiguos militantes del partido, luego de que Rodrigo Borja Cevallos se negara a apoyar al gobierno interino de Fabián Alarcón, establecido después de la salida del poder del roldosista Abdalá Bucaram.
Alarcón nombró posteriormente Ministro de Energía a Baca. No obstante, su paso por el Ministerio estuvo plagado de controversias, principalmente por los constantes apagones eléctricos sufridos a lo largo del país. Esto provocó que varios legisladores emprendieran juicios políticos en su contra. Primero fue Jaime Coello, del Partido Roldosista Ecuatoriano, luego se sumaron miembros del Partido Social Cristiano y del Movimiento Popular Democrático, quienes además lo enjuiciaron por supuestas violaciones constitucionales en el manejo petrolero y del proyecto de ampliación del Sistema del Oleoducto Transecuatoriano.
Varios sectores productivos pidieron la renuncia del ministro Baca, pero él no accedió, aseverando que los problemas energéticos del país serían solucionados pronto. Mientras tanto el juicio político avanzó con lentitud en el legislativo, siendo aplazado en varias ocasiones, hecho del que los diputados roldosistas responsabilizaron al presidente del legislativo, Heinz Moeller.
Baca fue finalmente destituido por el Congreso en enero de 1998, cuando se llevó a cabo el juicio político. La votación fue de 47 diputados a favor de la destitución (de un total de 74), la mayoría de los votos viniendo del Partido Social Cristiano, mientras que la mayor oposición fue dada por la Democracia Popular. El gobierno de Alarcón reaccionó con dureza por el hecho y anunció una ruptura definitiva con el bloque socialcristiano, aunque el presidente aclaró personalmente que nunca había existido una alianza oficial con dicho partido.

### Vida política posterior
Para las elecciones generales de 2002 se presentó como candidato al Parlamento Andino por el Movimiento Patria Solidaria, del expresidente Oswaldo Hurtado Larrea, pero no resultó elegido.
En diciembre de 2003 fue nombrado Ministro de Gobierno por el presidente Lucio Gutiérrez. El hecho fue tomado como un intento de acercamiento entre Gutiérrez y el expresidente León Febres-Cordero Rivadeneyra, por la cercanía de Baca con el líder socialcristiano. Esto se vio evidenciado en mayo de 2004, cuando Baca intercedió entre ambos líderes para calmar las asperezas que se habían generado.
Sin embargo, su designación como ministro generó rechazo por parte de aliados del gobierno, como el Partido Roldosista Ecuatoriano, y específicamente del expresidente Abdalá Bucaram, que pidió personalmente la salida del ministro. También recibió críticas por parte de legisladores por los hechos violentos generados en el país en ese entonces, como el atentado contra el líder indígena Leonidas Iza, hechos que lo llevaron a comparecer frente al Congreso. Cuando el conflicto entre Febres-Cordero y Gutiérrez pasó a materializarse en el posible juicio político en contra del presidente, el ministro Baca renunció al puesto y fue reemplazado por Jaime Damerval, crítico asiduo de Febres-Cordero.

### Fallecimiento
Raúl Baca falleció el 7 de mayo de 2014 a los 82 años, en el Hospital Metropolitano de la ciudad de Quito, a causa de complicaciones de salud. Al día siguiente de su muerte, diversas figuras destacadas de la política ecuatoriana asistieron al cementerio a brindarle honores, entre ellos estuvieron Frank Vargas Pazzos, Rodrigo Paz, Fernando Cordero, Wilfrido Lucero, Ramiro González, María Paula Romo, César Montúfar, Gil Barragán y los expresidentes Rodrigo Borja y Oswaldo Hurtado.